# مارتن مورين
مارتن مورين (بالفرنسية: Martin Morin)‏ هو طباع فرنسي، ولد في 1450، وتوفي في 1522 في روان في فرنسا.